# Karl Vollweiler
Carl  o Karl  o Charles Vollweiler (Offenbach, 1813 - Heidelberg, gener de 1848) fou un compositor alemany. El seu pare, Johann Georg Vollweiler, que fou un distingit músic, va ser el seu únic mestre. Acabada la seva instrucció musical es traslladà a Sant Petersburg, on residí alguns anys com a professor, passant els últims anys de la seva vida a Heidelberg. Les seves obres principals són: una simfonia, dos trios per a piano i instruments de corda, variacions sobre temes russos per a quartets d'arc, una sonata per a piano, sis estudis lírics, sis estudis melòdics, i d'altres composicions per a piano.